# Vislanda socken
Vislanda socken i Småland ingick i Allbo härad i Värend, ingår sedan 1971 i Alvesta kommun och motsvarar från 2016 Vislanda distrikt i Kronobergs län.
Socknens areal är 122,61 kvadratkilometer, varav land 119,17. År 2000 fanns här 2 444 invånare. Tätorten Vislanda med sockenkyrkan Vislanda kyrka ligger i socknen. 

## Administrativ historik
Vislanda socken har medeltida ursprung. 
Vid kommunreformen 1862 övergick socknens ansvar för de kyrkliga frågorna till Vislanda församling och för de borgerliga frågorna till Vislanda landskommun.  Denna senare inkorporerades 1971 i Alvesta kommun.
1 januari 2016 inrättades distriktet Vislanda, med samma omfattning som församlingen hade 1999/2000.
Socknen har tillhört samma fögderier och domsagor som Allbo härad. De indelta soldaterna tillhörde Kronobergs regemente, Skatelövs kompani och Smålands grenadjärkår, Sunnerbo kompani. Kända Musikstycken från Vislanda är Dansbandsvän.

## Geografi
Vislanda socken ligger väster om sjön Salen och är en flack skogstrakt med många mossar med en rullstensås i öster.

## Fornminnen
Några boplatser och fyra hällkistor från stenåldern, några gravrösen från bronsåldern och tre järnåldersgravfält finns här. En offerkälla finns vid Spånhult.

## Namnet
Namnet (1482 Väslane), taget från kyrkbyn, har ett förled som troligen baseras på ordet vesa sankmark. Efterledet land är en vanlig ortnmansändelse som betyder åker.

### Fotnoter
1. 1 2 3  Svensk Uppslagsbok Vislanda socken
2. 1 2  Harlén, Hans; Harlén Eivy (2003). Sverige från A till Ö: geografisk-historisk uppslagsbok. Stockholm: Kommentus. Libris 9337075. ISBN 91-7345-139-8
3. ↑  Administrativ historik för Vislanda socken (Klicka på församlingsposten). Källa: Nationella arkivdatabasen, Riksarkivet.
4. 1 2  Sjögren, Otto (1931). Sverige geografisk beskrivning del 2 Östergötlands, Jönköpings, Kronobergs, Kalmar och Gotlands län. Stockholm: Wahlström & Widstrand. Libris 9939
5. 1 2 3  Nationalencyklopedin
6. ↑  Fornlämningar, Statens historiska museum: Vislanda socken
7. ↑  Fornminnesregistret, Riksantikvarieämbetet: Vislanda socken Fornminnen i socknen erhålls på kartan genom att skriva in sockennamn (utan "socken") i "Ange geografiskt område"